# 世田谷区立船橋希望中学校
世田谷区立船橋希望中学校（せたがやくりつふなばしきぼうちゅうがっこう）は、東京都世田谷区船橋4丁目にある区立中学校。船橋希望学舎（ふなばしきぼうがくしゃ）として、世田谷区立希望丘小学校、世田谷区立千歳台小学校、世田谷区立船橋小学校とともに連携型小中一貫教育を実施している。さらに、本校と先述の3小学校に区立希望丘保育園・もみの木保育園希望丘・ひだまり保育園・キッズスマイル世田谷千歳台の4園を加えた8校園で、船橋希望学舎を構成する。

## 沿革
- 2012年（平成24年）
  - 4月1日 - 旧希望丘中学校校舎にて開校。
  - 7月9日 - 旧校舎解体開始[4]。
  - 9月27日 - 解体完了、更地化[4]。
  - 11月30日 - 基礎工事開始[4]。
- 2014年（平成26年）3月10日 - 新校舎完成[4]。
- 2016年（平成28年）
  - 5月1日 - 東京都スーパーアクティブスクールに指定・NIE（教育に新聞を）推進校に指定。
  - 6月1日 - 創立5周年記念を迎え、植樹を開始する。
- 2017年（平成29年）
  - 1月1日 - 校是「人間愛　向学心　創造力」制定。
  - 3月3日 - 創立5周年記念につき、PTAから竹を寄贈される。

## アクセス
- 京王バス
  - 「烏51」系統で、「船橋希望中学校前」停留所下車。
    - ただし、運行は、土曜日午後の1本のみ。

  - 「八01」系統で、「船橋七丁目」停留所下車後、徒歩約90m・約1～2分。
- 小田急バス「梅01」・「経01」・「歳22」・「歳24」の各系統で、「船橋希望中学校前」停留所下車後、徒歩・約1分。
- 京王電鉄京王線
  - 八幡山駅から、
    - 上述の京王バス「烏51」系統に乗車し、「船橋希望中学校前」停留所下車。
    - 上述の京王バス「八01」系統に乗車し、「船橋七丁目」停留所下車後、徒歩。　
    - 徒歩約1.75km・約26分。

  - 千歳烏山駅から、上述の京王バス「烏51」系統に乗車し、「船橋希望中学校前」停留所下車。
- 小田急電鉄小田原線
  - 千歳船橋駅から、
    - 上述の小田急バス「梅01」・「経01」・「歳22」・「歳24」の各系統に乗車し、「船橋希望中学校前」停留所下車後、徒歩。
    - 徒歩約1.35km・約20分。

  - 梅ヶ丘駅から、上述の小田急バス「梅01」系統に乗車し、「船橋希望中学校前」停留所下車後、徒歩。
  - 経堂駅から、上述の小田急バス「経01」系統に乗車し、「船橋希望中学校前」停留所下車後、徒歩。

## 校区
- 千歳台1丁目（22番-28番、33番-41番）
- 千歳台2丁目（全域）
- 千歳台3丁目（全域）
- 千歳台4丁目（全域）
- 千歳台5丁目（全域）
- 船橋1丁目（全域）
- 船橋2丁目（全域）
- 船橋3丁目（全域）
- 船橋4丁目（全域）
- 船橋5丁目（17番、26番1-7号）
- 船橋6丁目（全域）
- 船橋7丁目（全域）

## 学校周辺
- 希望丘通り（世田谷区道）
- 社会福祉法人聖愛学舎もみの木保育園希望丘 - 船橋希望学舎を構成する施設の一つで、世田谷区道をはさんで、敷地が隣接。
- 都営船橋四丁目アパート
  - このほか、上述の「都営船橋四丁目アパート」以外にも、「シャトレ船橋」など民営のマンション・マンションなども点在する。
- セブンイレブン
  - 世田谷船橋7丁目店
  - 世田谷船橋希望ヶ丘通り店
- ファミリーマート船橋希望丘通り店
- 世田谷区立船橋小学校 - 船橋希望学舎を構成する施設の一つで、進学前小学校の一つ。
- 宝性寺
- 神明神社
- 世田谷区立希望丘小学校 - 船橋希望学舎を構成する施設の一つで、進学前小学校の一つ。